# 가와키타촌 (히로시마현)
가와키타촌(川北村)은 히로시마현 후카야스군에 존재했던 촌이다. 현재의 후쿠야마시의 일부에 해당한다.